# Diplazium dilatatum
Diplazium dilatatum là một loài thực vật có mạch trong họ Woodsiaceae. Loài này được Blume miêu tả khoa học đầu tiên năm 1828.

## Hình ảnh

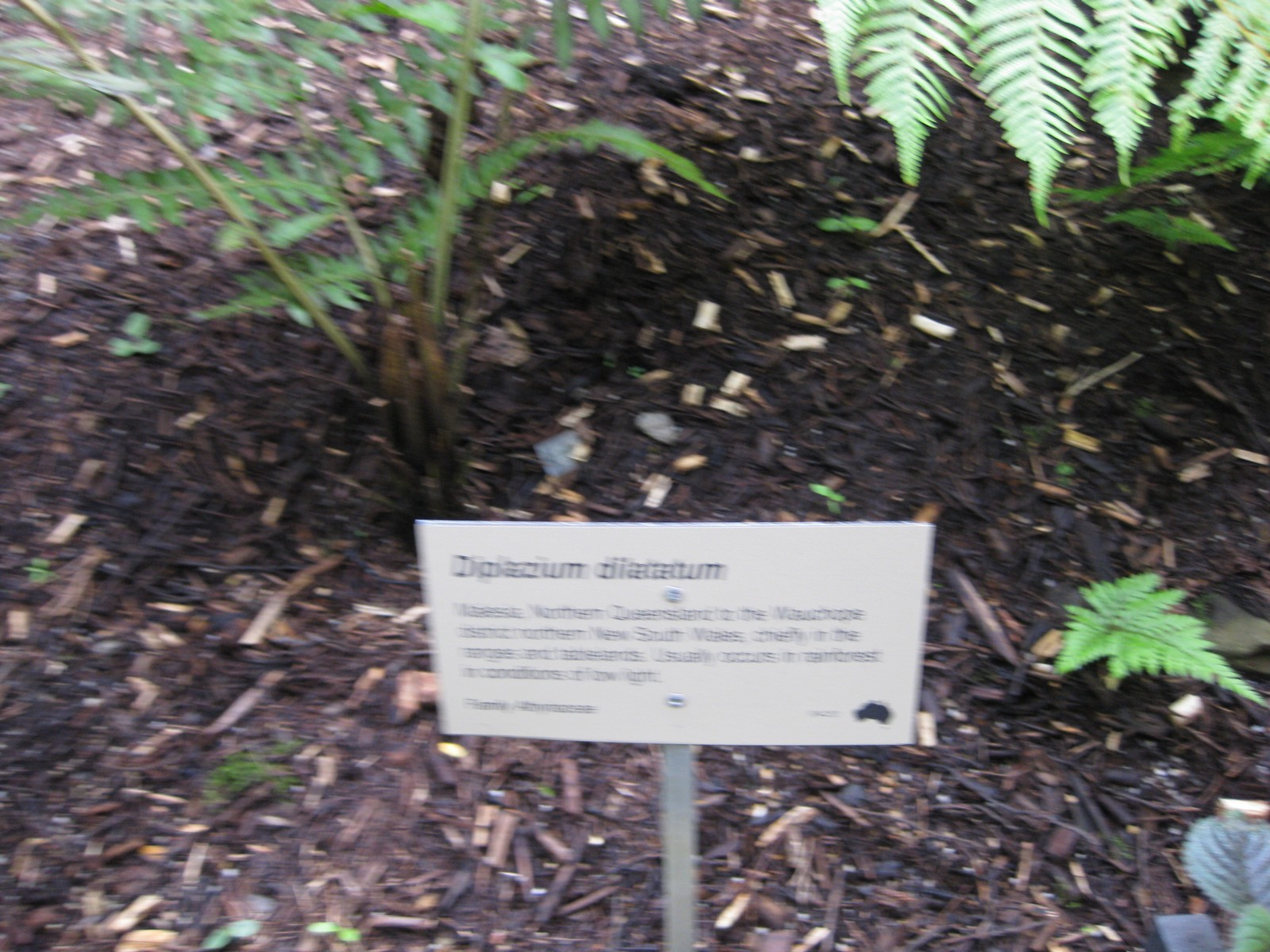